# Không (bài hát)
"Không" là một ca khúc của nhạc sĩ Nguyễn Ánh 9 sáng tác vào năm 1970. Đây là sáng tác đầu tay nổi tiếng trong sự nghiệp của nhạc sĩ Nguyễn Ánh 9 được ông sáng tác trong một chuyến lưu diễn tại Nhật Bản.

## Hoàn cảnh sáng tác
Năm 1970, trong một chuyến lưu diễn tại Nhật Bản với vai trò là nhạc công đi cùng có ca sĩ Khánh Ly. Lúc đó Khánh Ly biết được chuyện tình cảm của Nguyễn Ánh 9 nên bất chợt hỏi: "Anh có còn yêu cô ấy không?" thì ngay lập tức Nguyễn Ánh 9 ngẫu hứng cất tiếng hát: "Không, tôi không còn tôi không còn yêu em nữa". Sau chuyến lưu diễn ở Nhật Bản, trở về Việt Nam Khánh Ly đã khuyên ông sáng tác bài hát này và được bà thu âm lần đầu tiên. Ban đầu, Nguyễn Ánh 9 lấy tựa đề bài hát là "Không, không… Tôi không còn yêu em nữa", với cảm hứng từ một ca khúc của Christophe mang tên "Je ne t’aime plus". Sau đó, ông đặt tựa đề bài hát chỉ vỏn vẹn một chữ "Không" duy nhất. Bài hát có giai điệu Slow Rock, viết về mối tình đầu của nhạc sĩ Nguyễn Ánh 9 khi ông còn ở Đà Lạt. Trích một đoạn trong bài hát:
Không! Không! 

Tôi không còn yêu em nữa 

Không! Không! 

Tôi không còn yêu em nữa 

Không! Không! 

Tôi không còn yêu em nữa em ơi…

## Ca sĩ thể hiện
Bài hát "Không" được Khánh Ly thu âm lần đầu trong đĩa nhựa "Tình ca quê hương", bài hát sau đó được Elvis Phương thể hiện thành công và gắn liền với tiếng hát của nam ca sĩ này. Bài hát "Không" của nhạc sĩ Nguyễn Ánh 9 từng được soạn lời Nhật và đặt tựa đề bài hát là "Anh" dựa trên bài hát "Không" của Nguyễn Ánh 9, được nữ ca sĩ Đặng Lệ Quân thể hiện khi cô sang lưu diễn tại Việt Nam ở rạp Lệ Thanh, Sài Gòn vào đầu thập niên 1970.

## Thông tin khác
Trong chương trình Paris By Night 83 của Trung tâm Thúy Nga, nhạc sĩ Nguyễn Ánh 9 kể một câu chuyện xoay quanh bài hát "Không". Đó là một vị khách người Nhật yêu cầu Nguyễn Ánh 9 thể hiện một bài hát ngoại quốc, ông đã hỏi vị khách có thể hát một đoạn để xem có biết bài hát đó hay không. Ngay lập tức, Nguyễn Ánh 9 đã nhận ra đó là bài "Không" do chính mình sáng tác và ông đã thể hiện trên cây dương cầm trước sự bất ngờ của vị du khách và hỏi nhạc sĩ tại sao có thể trình bày bài hát chỉ với vài câu đầu. Nguyễn Ánh 9 sau đó đã trả lời: "Thưa ông. Tôi xin trân trọng được giới thiệu, tôi chính là tác giả của ca khúc ấy".